# 腹栄村
腹栄村（ふくえいむら）は、熊本県の北部、玉名郡にかつてあった村。村名としてはわずか1年で消滅したが、2021年現在も中学校名（長洲町立腹栄中学校）として存続している。

## 歴史
- 1956年9月30日 - 玉名郡六栄村（ろくえいむら）と腹赤村（はらかむら）が合併し、腹栄村が成立。
- 1957年10月1日 - 玉名郡長洲町と合併し、長洲町となる。

### 村名の由来
腹赤村と六栄村から1字ずつ取った合成地名である。1951年（昭和26年）に腹赤中学校と六栄中学校を統合した際に腹栄中学校と命名しており、村名より先に中学校が「腹栄」を使用していた。